# 消江 (禾水支流)
消江，是中国长江流域的一条河流，汇入禾水，属于赣江水系。河长97千米，流域面积1107平方千米，多年平均流量27立方米每秒。自然落差517米。水能理论蕴藏量1万千瓦。